# Atanasio de Brest-Litovsk
Atanasio de Brest-Litovsk o simplemente Atanasio de Brest (en ruso: Преподобный Афанасий Брестский), hieromártir, nacido en 1597 en Brest-Litovsk y muerto allí el 5 de septiembre de 1648, es un santo y mártir de la Iglesia ortodoxa rusa, asesinado por los católicos por su oposición a la Unión de Brest. Su fiesta se celebra el 5 de septiembre.

## Biografía
Atanasio Filipovich nació en una familia de la pequeña nobleza lituana, entonces parte de la República de las Dos Naciones en el año 1597 según la tradición cristiana ortodoxa. Hizo sus estudios iniciales en una escuela gestionada por la fraternidad ortodoxa en la que estudió idiomas clásicos y modernos, los escritos de loss Padres de la Iglesia y las obras de los filósofos y teólogos occidentales. Durante varios años fue tutor privado y, en 1627, ingresó al monasterio del Espíritu Santo en Vilna. Estuvo después en otros monasterios y fue ordenado presbítero. En 1637, fue destinado al monasterio de Kupyatitsk, cerca de Minsk, donde estuvo encargado de recibir las donaciones para la restauración de la iglesia. Además de este viaje de colecta, tuvo visiones y percibió signos milagrosos.
En 1640, devino higúmeno en el monasterio de San Simón el Estilita en Brest-Litovsk. Desde allí, se mostró contrario al proselitismo católico y a la Unión de Brest. En 1643, hizo un discurso en el parlamento polaco (sejm) a favor de la fe ortodoxa y nuevamente mostrándose contrario a la unión. Se lo proclamó loco, y fue arrestado y despojado de sus títulos monásticos, después fue enviado ante Pedro Mogila, metropolita de Kiev, quien lo envió nuevamente a Brest-Litovsk. Atanasio fue nuevamente arrestado en 1664 y liberado un año después. La rebelión de Jmelnitski de los cosacos ucranianos comenzó en 1648, y Atanasio fue acusado de mantener vínculo con los rebeldes. Fue arrestado, torturado y ejecutado. Sus restos fueron hallados el 20 de julio de 1649, fecha en la que en ocasiones es también conmemorado como día festivo alternativo.